# دیوید تارنر
دیوید تارنر (انگلیسی: David Turner; ۲۳ سپتامبر ۱۹۲۳ – ۲۶ ژوئن ۲۰۱۵) قایقران روئینگ اهل ایالات متحده آمریکا بود.